# Raymond Laflamme
Pour les articles homonymes, voir Laflamme.
Raymond Julien Joseph Laflamme, né le 19 juillet 1960 à Québec et mort le 19 juin 2025 à Waterloo en Ontario, est un physicien canadien. Il est le premier directeur, de 2002 jusqu'à la mi-2017, de l'Institut d'informatique quantique (en) de l'Université de Waterloo. Il occupe également le poste de professeur au Département de physique et d’astronomie de l'Université de Waterloo et est membre associé du corps professoral de l'institut Périmètre de physique théorique. Laflamme est titulaire de la Chaire de recherche du Canada en information quantique.
Il effectue son doctorat sous la supervision Stephen Hawking, et devient plus tard célèbre pour avoir convaincu Hawking, avec Don Page, que le temps ne s'inverse pas dans un univers en contraction. Hawking raconte l'histoire de la façon dont cela s'est produit dans son célèbre livre Une brève histoire du temps.

## Biographie
Raymond Julien Joseph Laflamme naît le 19 juillet 1960 à Québec. Il fait un baccalauréat en physique à l'Université Laval au Canada puis poursuit ses études au Département de mathématiques appliquées et de physique théorique de l'université de Cambridge au Royaume-Uni. Par la suite, il fait sa thèse sous la supervision de Stephen Hawking. Hawking mentionne dans son livre Une brève histoire du temps dans le chapitre La flèche du temps que Laflamme et Don Page sont responsables de l'avoir convaincu que le temps ne s'inverse pas dans un univers en contraction. Hawking lui dédicace un exemplaire du livre ainsi : « À Raymond, qui m'a montré que la flèche du temps n'est pas un boomerang. Merci pour toute votre aide. Stephen. »,.
En 1998, ses expériences sur la téléportation quantique, sont classées parmi les dix meilleures avancées de l'année par la revue Science,. En 2001, il rejoint le tout nouvel institut Périmètre de physique théorique et le département de physique et d'astronomie de l'Université de Waterloo, où il devient le premier directeur du nouvel Institut d'informatique quantique en 2002.
Raymond Laflamme meurt le 19 juin 2025 à Waterloo, en Ontario, à l'âge de 64 ans, à la suite d'une bataille contre le cancer.